# Groene reiger
De groene reiger (Butorides virescens) wordt ook wel de kleine groene reiger genoemd. De vogel komt voor in Noord- en Midden-Amerika. Deze reiger is nauw verwant aan de mangrovereiger en werd ook wel als een Noord-Amerikaanse ondersoort beschouwd.

## Uiterlijk
De vogel is een kleine reigersoort die gemiddeld zo'n 45 cm groot wordt. De lange nek wordt vaak dicht tegen het lichaam gehouden waardoor hij nog kleiner lijkt dan hij werkelijk is. De vogel heeft een glanzende groen-zwarte kuif. De rug van de vogel is groen en de buik grijs. De nek en hals zijn bruin en de keel wit. De vleugels lopen over van donkergrijs naar groen-blauw aan de uiteinden.
De snavel is aan de bovenkant grijs en aan de onderkant gelig van kleur. De vogel heeft korte gele/rode poten. Ook de ogen zijn geel van kleur. De vrouwtjes zijn iets kleiner dan de mannetjes en hebben vaak een wat doffer verenkleed, vooral tijdens de broedtijd. Ook de jonge exemplaren zijn doffer van kleur. De hals van de jongen zijn bruin met wit gestreept en de poten zijn groen-geel.

## Gedrag
Net zoals de meeste reigersoorten bestaat de jachttactiek van de vogel uit zich roerloos op de oevers te begeven wachtend tot een prooi voorbij komt zwemmen of lopen. De vogel jaagt op vis, kikkers, kleine reptielen en waterinsecten. Deze vogel heeft daarnaast een interessante jachttechniek. Wanneer hij een kleine prooi heeft gevangen en gedood, eet hij deze soms niet op. De prooi, zoals een insect, gebruikt de reiger vervolgens als lokaas om grotere prooien zoals vissen te vangen.

## Voortplanting
De vogels bouwen hun nest van kleine takken en bladeren, voornamelijk in bomen. Soms bouwen ze hun nest ook op de grond aan de waterkant. Het vrouwtje legt, in een tijdsbestek van 2 dagen, tussen de 3 tot 5 eieren die na 20 dagen uit komen. Na drie weken in het nest vliegen de jongen uit. Na iets meer dan een maand zijn de jongen onafhankelijk van de ouders.
Zowel het mannetje als vrouwtje zorgen voor de bouw van het nest, het uitbroeden van de eieren en het voeren van de jongen. Een paartje blijft het hele seizoen samen maar hoeft niet per definitie het jaar erop weer samen te broeden.

## Verspreiding en leefgebied
De groene reiger is te vinden in wetlands van de laag gelegen oostelijke kustgebieden, het midden en de westkust van de Verenigde Staten tot aan Colombia. De vogel mijdt het gebied van de Rocky Mountains en de uitlopers daarvan. Ook in het Caraïbisch gebied is de vogel te vinden.
De soort telt vier ondersoorten:
- B. v. anthonyi: de westelijke Verenigde Staten en noordelijk Baja California.
- B. v. frazari: zuidelijk Baja California.
- B. v. virescens: van de centrale en oostelijke Verenigde Staten en oostelijk Canada tot Panama.
- B. v. maculata: de Bahama's en de Caraïben.

### Voorkomen in Europa
Een enkele keer komt de groene reiger ver westelijk richting Europa terecht. Er zijn waarnemingen op de Azoren, Canarische Eilanden, IJsland, Britse Eilanden (inclusief Kanaaleilanden), Frankrijk en ook in Nederland. Zo werd in april 2006, juli 2008, alsmede in juni 2009, een verdwaalde, (niet geringde, dus waarschijnlijk wilde) groene reiger bij de Nieuwe Meer ten zuidwesten van Amsterdam en Zaandam gesignaleerd, waar vogelaars uit Nederland, België en Duitsland op afkwamen.

## Status
De groene reiger komt niet als aparte soort voor op de lijst van het IUCN, maar is daar een ondersoort van de mangrovereiger (B. striata anthonyi/frazari/virescens/maculata).

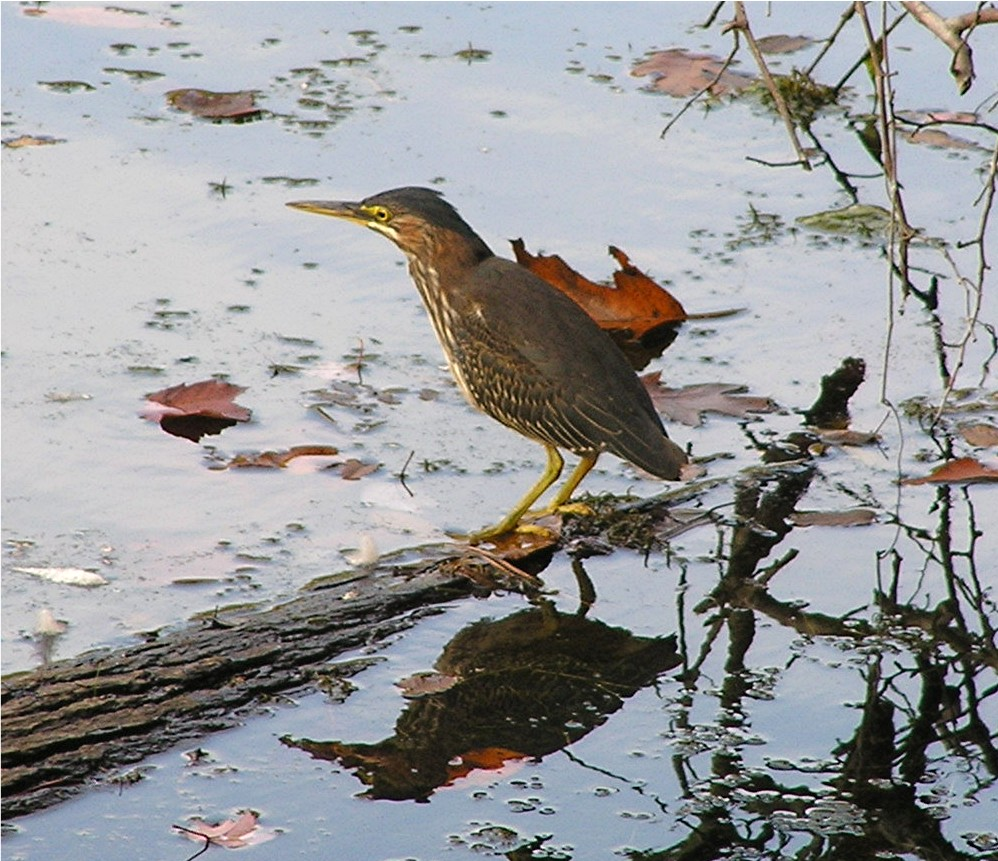
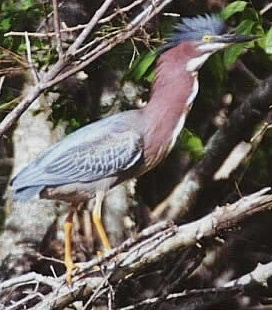
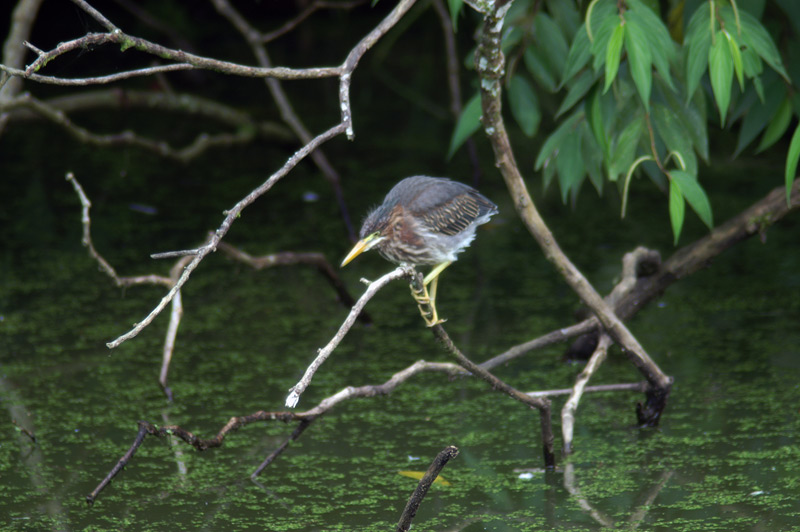
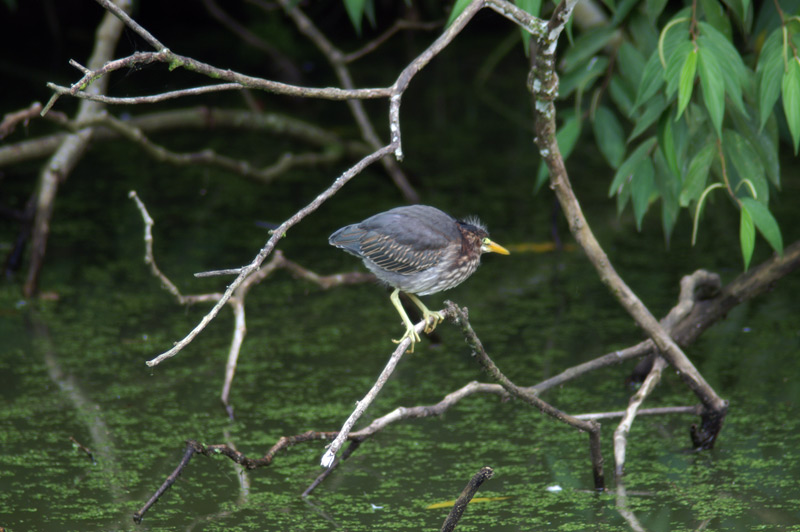
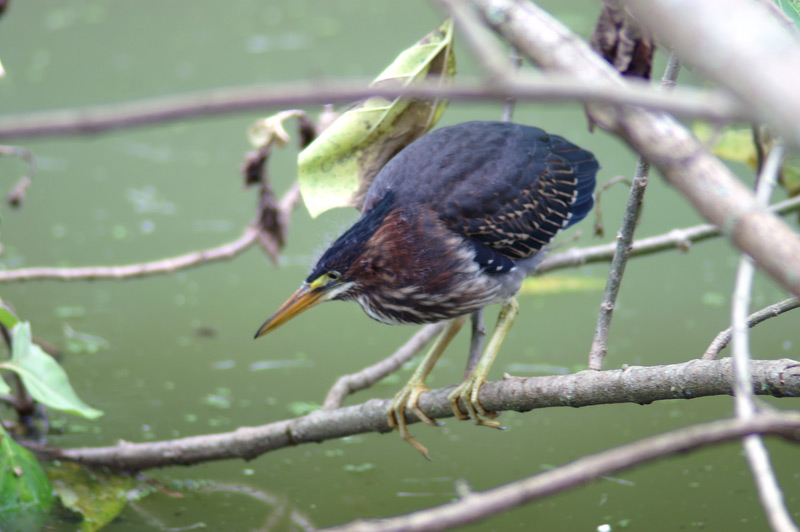
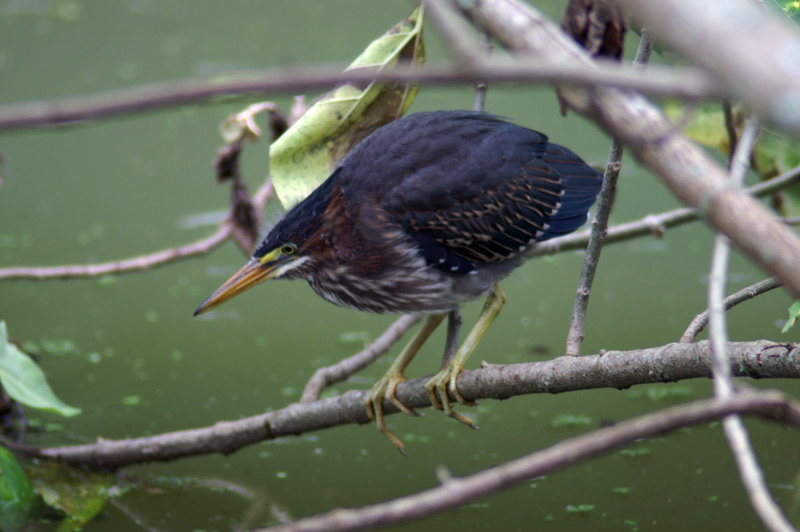